# Christiane Moreau
Christiane Marinette Émilienne Moreau (Saint-Hilaire-de-Chaléons, 8 agosto 1906 – Nantes, 12 marzo 2000) è stata una cestista e pallamanista francese.

## Carriera

### Pallacanestro
Giocatrice del Namneta Sports Nantes, con la Francia disputò i Campionati europei del 1938.